# 27 (tal)
27 (tjugosju (fil)) är det naturliga talet som följer 26 och som följs av 28.

## Inom matematiken
- 27 är ett udda tal.
- 27 är ett defekt tal
- 27 är ett kubiktal
- 27 är ett dekagontal
- 27 är ett Harshadtal
- 27 är ett Smithtal
- 27 är ett palindromtal i det binära talsystemet.
- 27 är ett palindromtal i det oktala talsystemet.

## Inom vetenskapen
- Kobolt, atomnummer 27
- 27 Euterpe, en asteroid
- M27, planetarisk nebulosa i Räven, Messiers katalog